# 小野寺拓海 (北海道出身の俳優)
小野寺 拓海（おのでら たくみ、1997年7月29日 - ）は、日本の俳優。北海道出身。

## 経歴
2017年にCasting Office EGGに所属、北海道を中心に舞台、ミュージカル、CMなど様々なメディアに出演。
さらに、2018年には海外ドラマ出演を果たす。
2019年より活動拠点を北海道から東京に移す。

## 出演
- ミュージカル
  - HANG IN THERE 2017（2017年8月27日） - アシキコト役
  - 泣き虫ミーシャ空を飛ぶ!?（2018年2月10日、11日） - ハカセ役
  - ノロウェイの黒うし（2019年3月8日、9日、10日） - ゴーヴァン役
- 舞台
  - 演劇集団春夏秋冬旗揚げ公演「銀河旋律」「僕のポケットは星でいっぱい」（2018年10月28日） - サルマル役
  - 演劇集団春夏秋冬 クリスマス公演「THE FIFTH WITH」 - 脚本・演出
  - 演劇集団春夏秋冬第2回公演「この空がずっと続きますように」（2019年3月16日、17日） - 四堂玲一役
  - 3ペぇ団新✩さっぽろ「ごく得展示GO!!」（2019年5月17日、18日） - 付き人役
  - 宮沢賢治朗読短編集「セロ弾きのゴーシュ」（2024年1月10日 - 14日）[4]
- 映像
  - 北海道教育旅行サイト 小樽編、札幌編
  - モーツァルト・イン・ザ・ジャングル シーズン4 第6・7話（2018年2月16日) - スタッフ役
  - 北海道、ごはん道？ PV
  - 北海道札幌大学 CM
- ドラマCD
  - いつでも空は青くて、夕日は橙色に沈んでいく - 修羅道役